# Пениуайз
Пениуайз (на английски: Pennywise) е американска пънк-рок група, създадена в САЩ през 1988 година, наречена на клоуна-чудовище (Pennywise) от книгата на Стивън Кинг „То“.
От началото на своето съществуване групата подписва договор с американската звукозаписна компания "Epitaph Records", като до днес, почти на всеки две години издава по един албум чрез същата компания.

## Биография

### Начало (1988 – 1989)
През 1989 година в Калифорния вокалистът Джим Линдберг (Jim Lindberg), китаристът Флетчер Дрег (Fletcher Dragge), барабанистът Байрън МакМакин (Byron McMackin) и басистът Джейсън Търск (Jason Thirsk) създават Pennywise. Преди това всички те са свирили в други групи. Приятели са от гимназията.

### Развитие на групата
Първият им албум се нарича „Pennywise“, издаден е през 1991. За кратко време той става известен, и създава фенове на групата в цяла Америка. Текстовете са позитивни, представени са идеи характерни за Х-Генерацията. След като вокалистът Линдберг напуска групата за известно време, неговото място заема  Джейсън Търск. След като се оженва Линдберг се завръща през 1992 и година по-късно Pennywise издават втория си албум „Unknown Road“ (1993). Чрез него групата окончателно се утвърждава като една от водещите пънк-рок групи в Америка през 90-те.
След като The Offspring, Green Day и Rancid печелят голяма популярност и застават високо в класациите, към Pennywise се отправят покани за присъединяване от много комерсиални музикални компании, но групата вярна на стила си издава следващия си албум „About Time“ (1995) отново чрез "Epitaph Records".

#### Смъртта на Джейсън Търск и последиците върху групата
Докато Pennywise работят по новия албум, Търск напуска групата за да се лекува от алкохолизъм. Напреднал в лечението си, но в тежка депресия, той се прострелва смъртоносно в гърдите и умира на 29.Юли.1996 год на 28-годишна възраст.
Групата решава да продължи работата и издава албума си „Straight Ahead“ (1999). Част от него е послание срещу самоубийствата, а с песента „Bro Hymn“, написана от самия Търск преди смъртта му (отнасяща се към негови починали приятели), групата отдава своите почитания към него. Следва албум записан на живо – „Live at the Key Club“ (2000), и „Land of the Free?“ (2001). През 2003 се издава и „From the Ashes“.

## Дискография
- Pennywise (1991)
- Unknown Road (1993)
- About Time (1995)
- Full Circle (1997)
- Straight Ahead (1999)
- Land of the Free? (2001)
- From the Ashes (2003)
- The Fuse (2005)
- Reason to Believe (2008)

## Външни Препратки
- The Official Website – Official Website

- The Largest Fansite Архив на оригинала от 2007-10-17 в Wayback Machine. – Fansite
- Interview With Fletcher (Oct, 2006) Архив на оригинала от 2007-12-21 в Wayback Machine.
- The German/Austrian Fansite Архив на оригинала от 2006-11-13 в Wayback Machine.
- Live Pictures From Toronto Архив на оригинала от 2007-09-30 в Wayback Machine.
- Spanish Fansite Архив на оригинала от 2007-10-28 в Wayback Machine.
- Pennywise Biography, Discography & Lyrics Архив на оригинала от 2007-03-10 в Wayback Machine. at Band-Online.net Архив на оригинала от 2007-01-19 в Wayback Machine.
- Live concert in Amsterdam – Fabchannel free broadcast
- Pennywise discography from Music City Архив на оригинала от 2007-03-11 в Wayback Machine.
- All Music Guide entry for Pennywise[неработеща препратка]
- Шаблон:Last.fm
- Pennywise Discography at Discogs
- Pennywise interview on Rockdetector.com